# Sintra (stacja kolejowa)
Sintra – stacja kolejowa w Sintrze, w Portugalii. Znajdują się tu 2 perony.

## Galeria obrazów

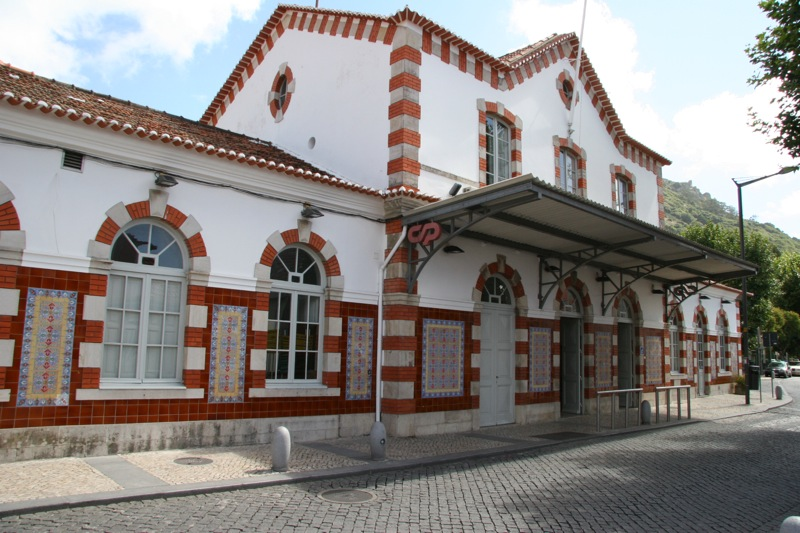
Budynek stacji od strony ulicy
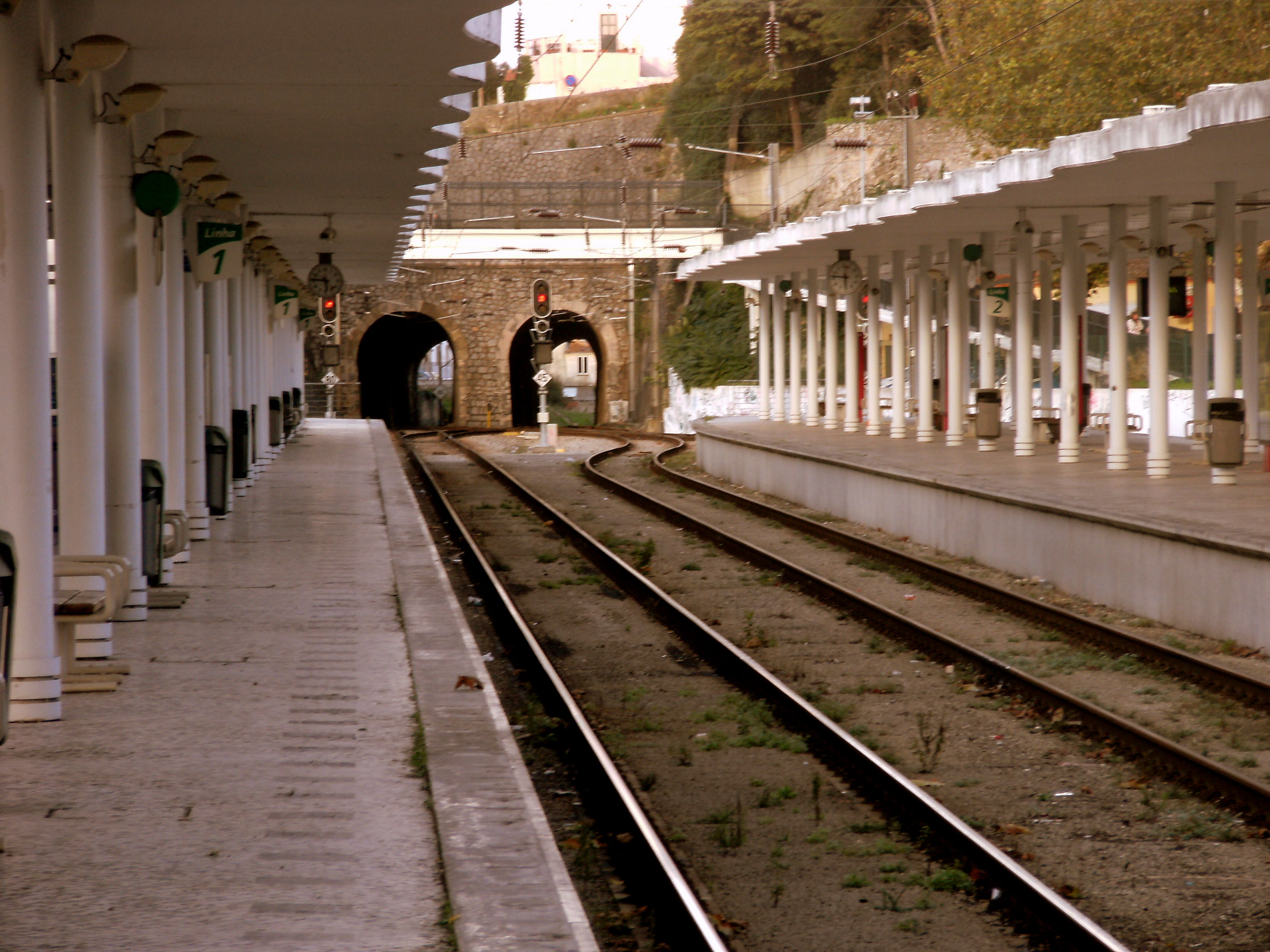
Perony
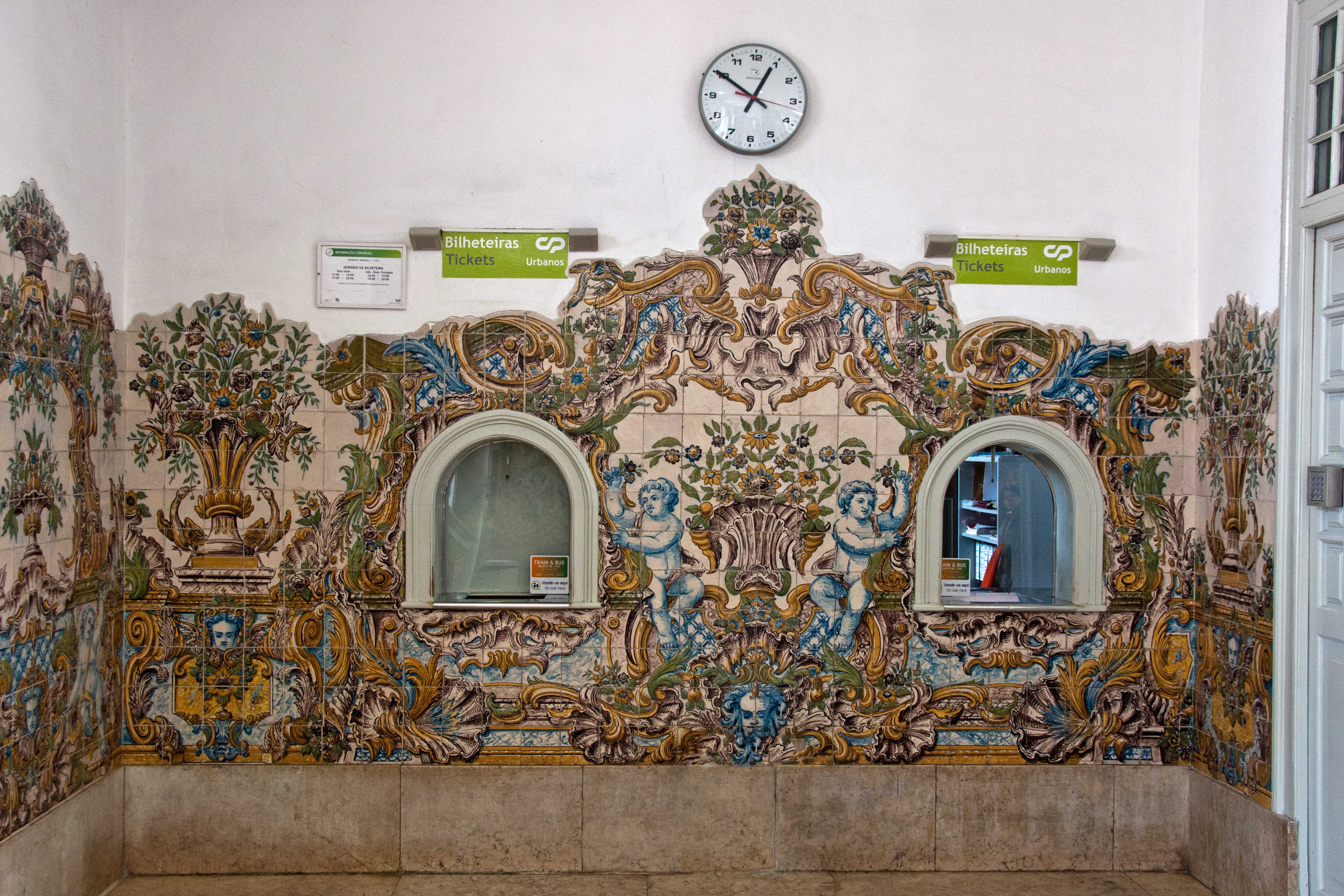
Kasy biletowe
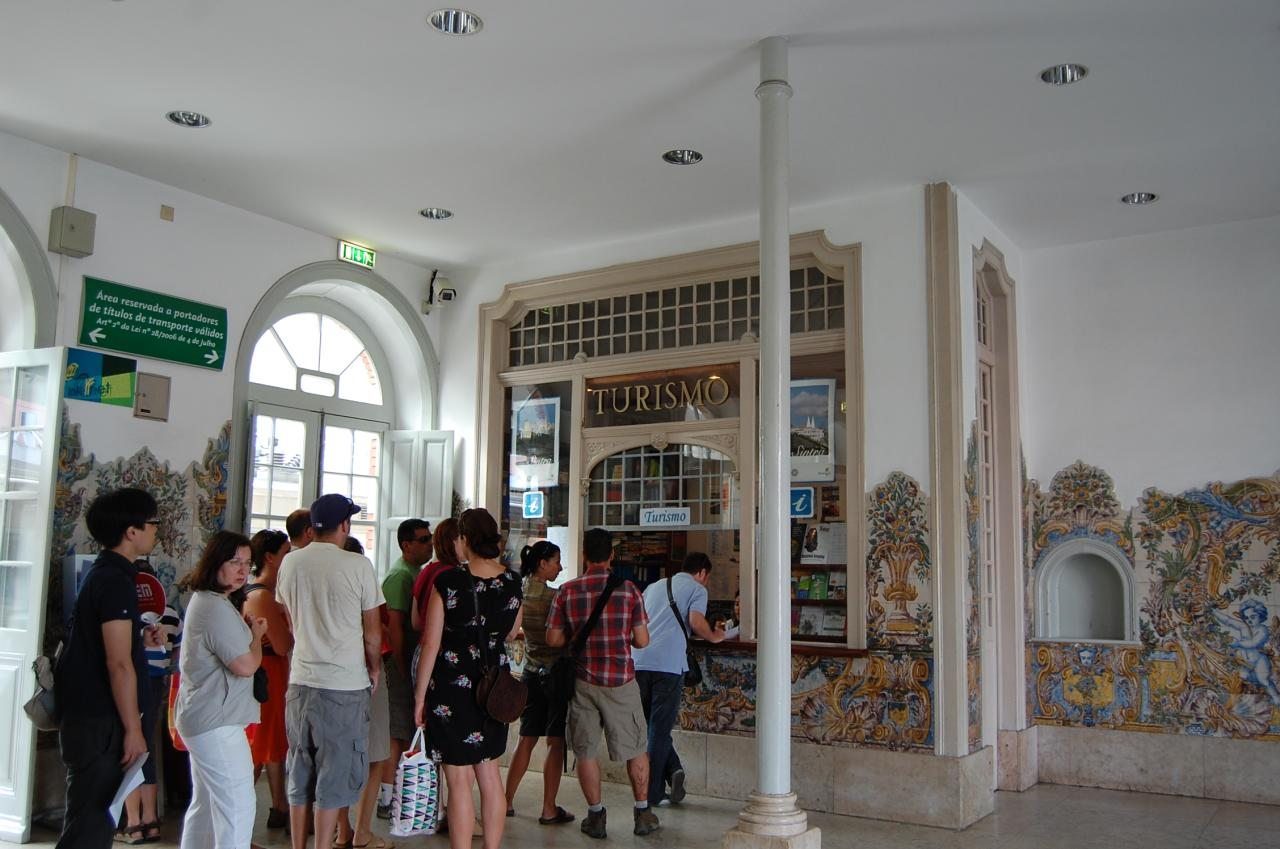
Informacja turystyczna
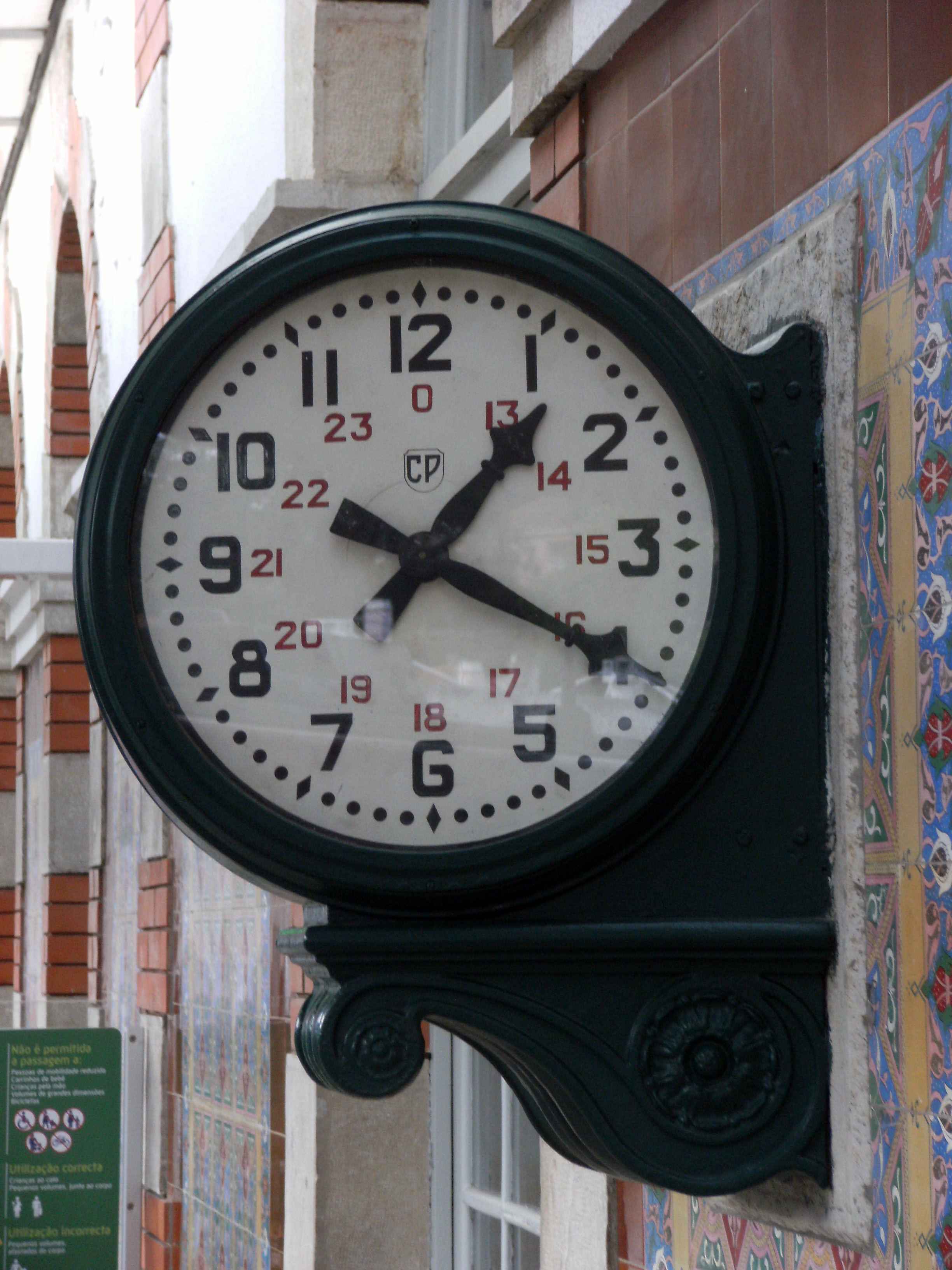
Zegar stacyjny